# Nothing and Nowhere
Nothing and Nowhere je debutové album kanadské hudební skupiny The Birthday Massacre, které vyšlo v roce 2002.

## Seznam skladeb
| Pořadí | Název            | Délka |
| ------ | ---------------- | ----- |
| 1.     | Happy Birthday   | 3:37  |
| 2.     | Horror Show      | 4:10  |
| 3.     | Promise Me       | 4:16  |
| 4.     | Under the Stairs | 4:30  |
| 5.     | To Die For       | 5:46  |
| 6.     | Video Kid        | 4:34  |
| 7.     | Over             | 4:02  |
| 8.     | Broken           | 3:56  |
| 9.     | The Dream        | 3:54  |